# Statsgräns

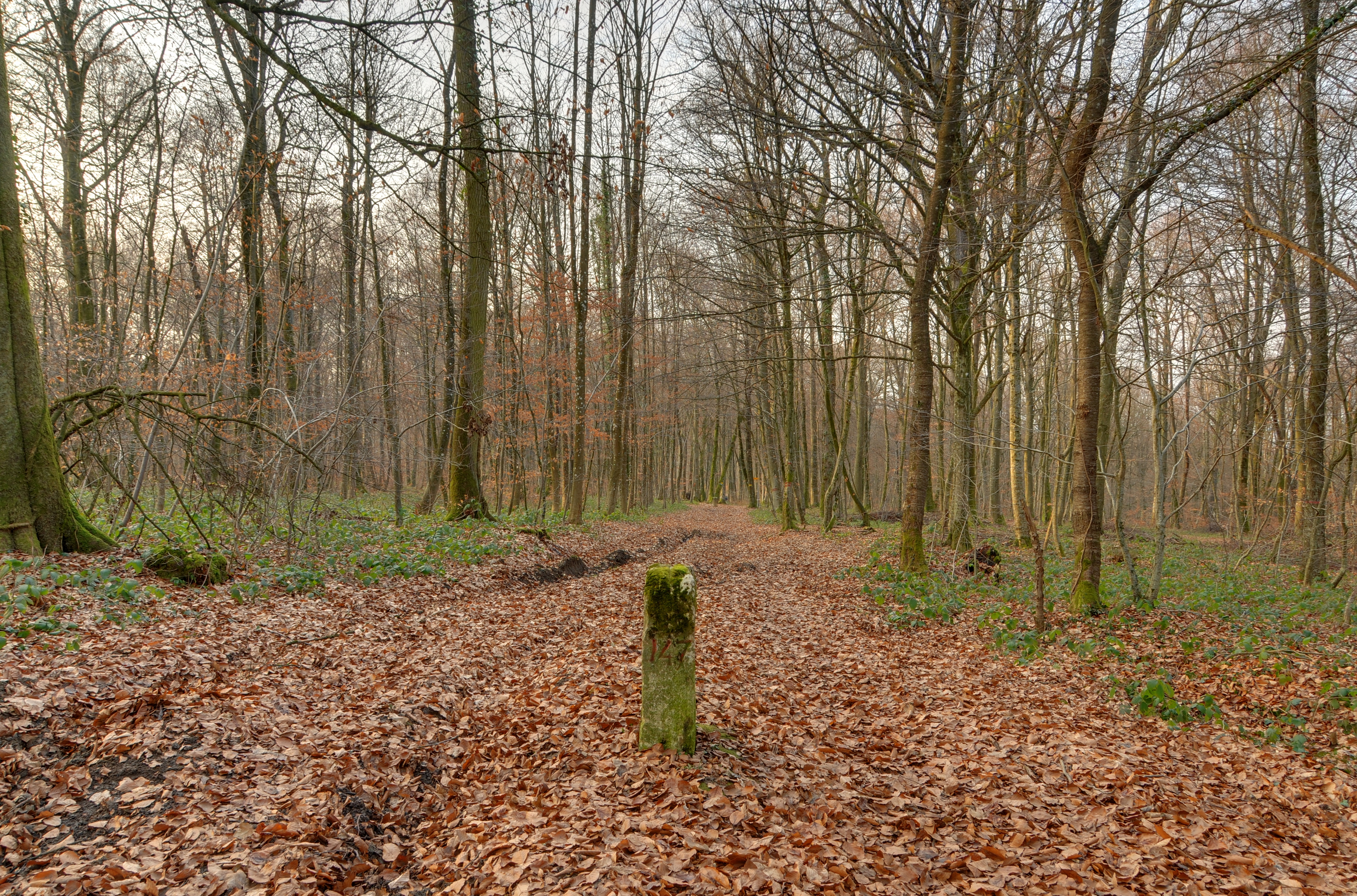
Gränsen mellan Schweiz och Frankrike, här markerad med gränsstenar. På vänster sida på bilden Schweiz och på höger sida Frankrike

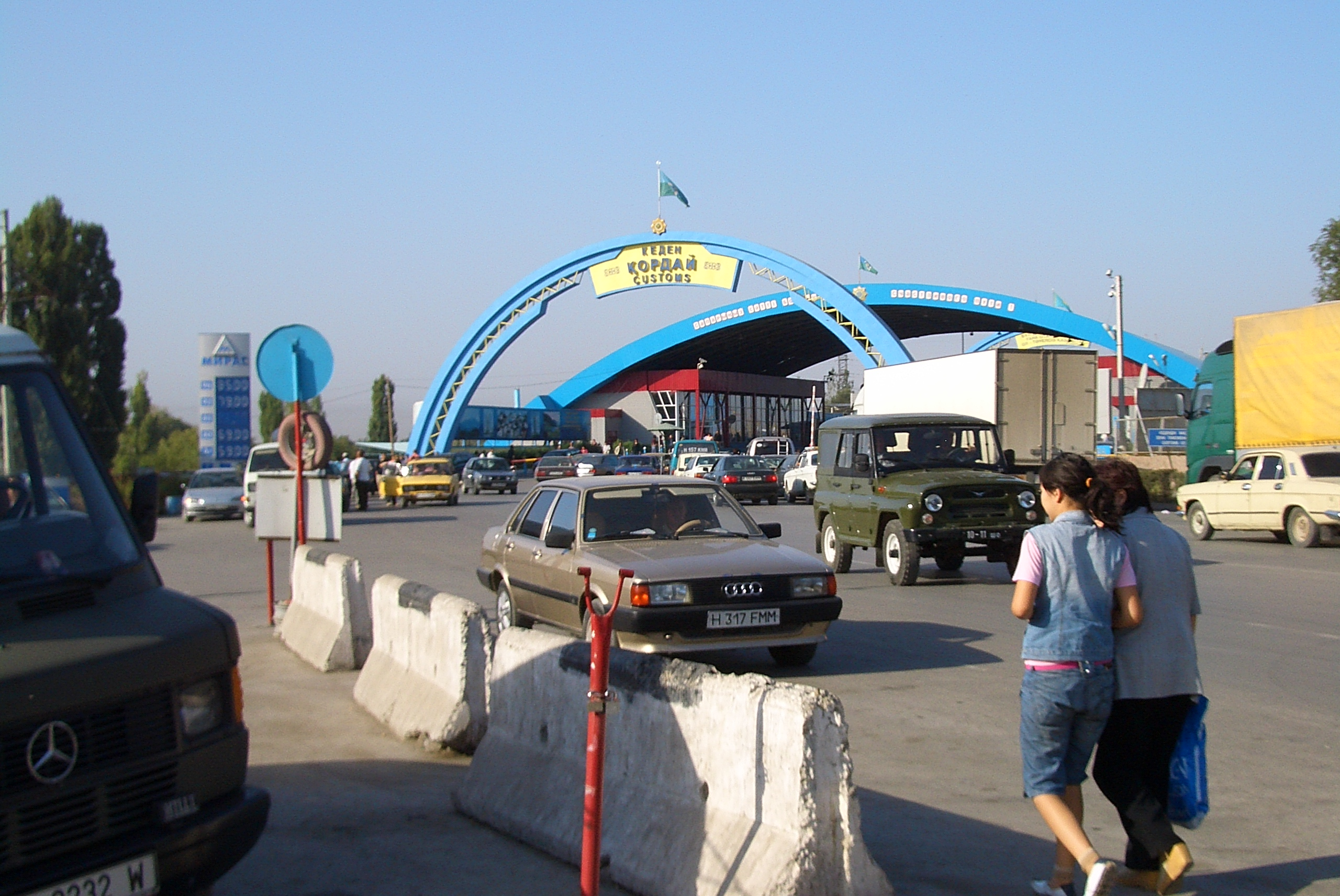
Bevakad gränsövergång mellan Kirgizistan och Kazakstan. Många förknippar gränser med en tull och poliskontroller som bilister måste passera.

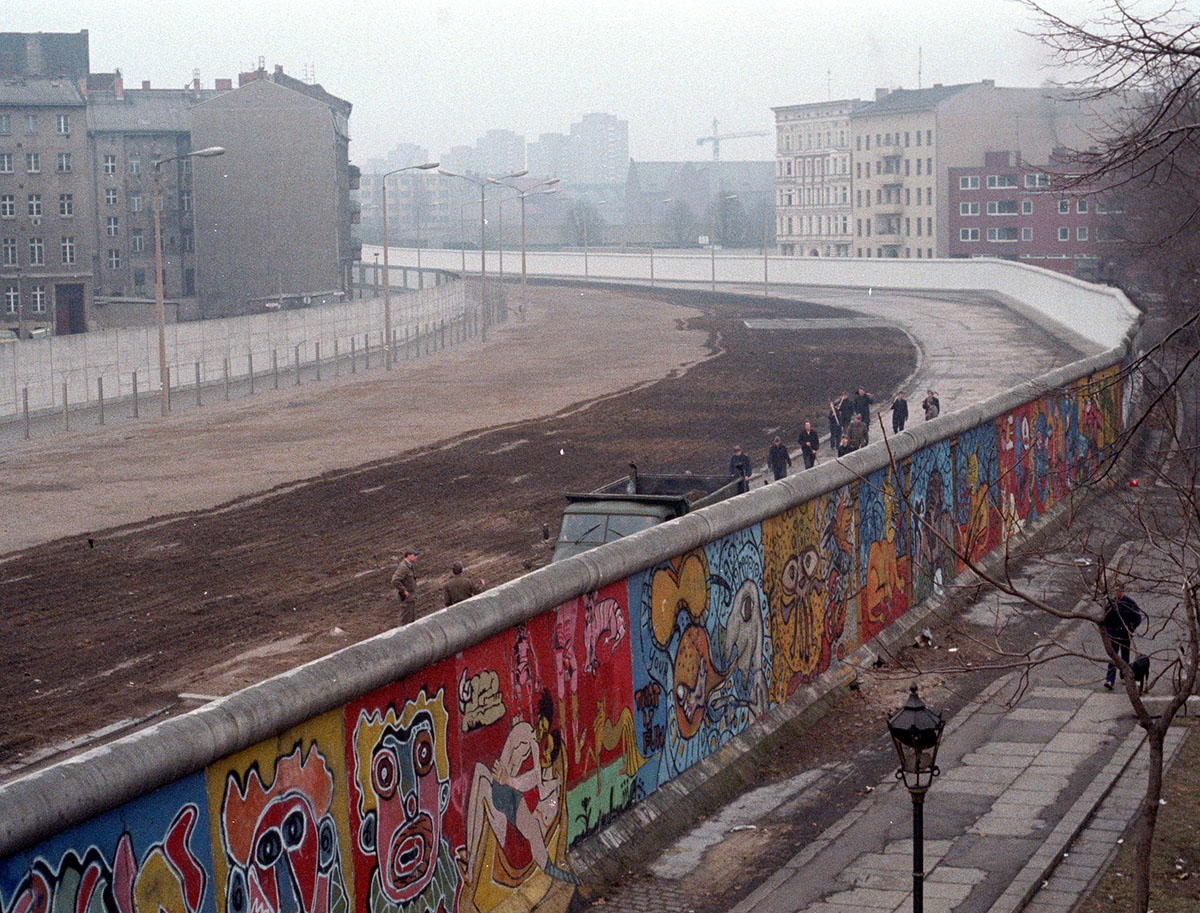
Berlinmuren var en del av de inomtyska gränsbildningarna och var extremt välbevakad.

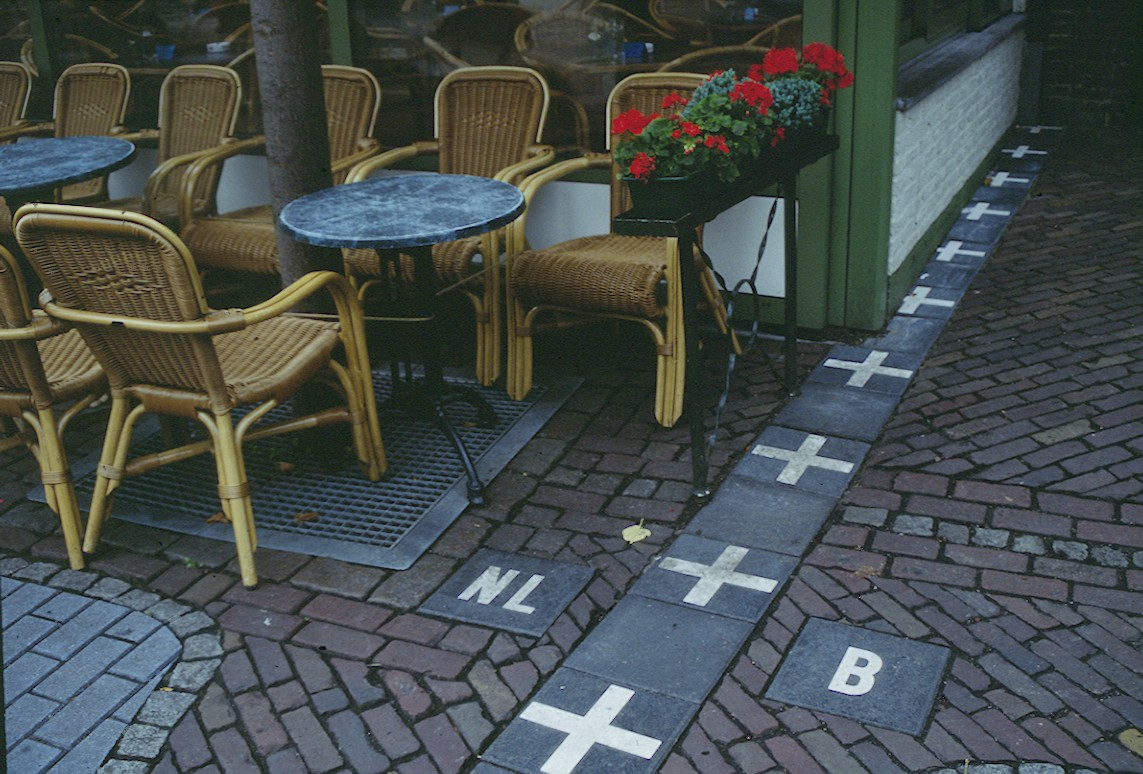
Gräns mellan Nederländerna och Belgien i Baarle-Nassau, mitt inne i staden, med ett kafé vid gränsen.

En statsgräns, territorialgräns eller riksgräns är en gräns mellan två suveräna stater, exempelvis mellan Sverige och Norge.

## Definitioner och markeringar
Statsgränser på land är traditionellt röda och tjocka streck/linjer på kartor; grönt är dock vanligt som alternativ färg. Till sjöss/havs är de inte alltid utsatta; ibland syns de dock och då oftast som många små svarta streck. Ibland är de ritade likadant som statsgränserna på land. För att skilja på statsgräns och delstatsgräns markeras statsgränser ofta med en fast linje (–––) och delstatsgränser med delade streck (– –).
I terrängen är de vanligen markerade med gränsmärken. Det är fysiska markeringar, vanligen av sten eller betong, och gränsen anses vanligen gå räta linjer däremellan eller följa ett vattendrag. Om gränsen följer ett vattendrag är gränsen vanligen inte markerad eller exakt definierad, utan anses ofta följa djupfåran, där vattnet skulle rinna om det bara var en liten rännil.
Bland de gränser som har äldst gränsmärken är gränsen mellan Norge och Sverige vars riksrösen oftast är byggda 1752-1765. På europeiska kontinenten gäller att (bland annat på grund av frekventa gränsförändringar, särskilt i samband med världskrigen) gränsmärkena vanligen är uppsatta på 1900-talet och vanligen är gjorda av betong.

## Bevakat och obevakat
Gränser mellan stater är oftast bevakade, åtminstone vid officiella gränsövergångar. Genom samarbetsavtal mellan grannländer kan man införa passfrihet och minska mängden gränskontroller; så har gjorts inom EU. I fall där statsgränser markerar gränser mellan olika politiska system kan själva gränslinjen vara både kraftigt bevakad och befäst; Berlinmuren och Järnridån är två sådana exempel. I andra fall är nationsgränsen kraftigt bevakad på grund av illegala, gränsöverskridande aktiviteter, som gränsen mellan Mexiko och USA (illegal invandring och narkotikahandel).

## Faktorer bakom gränsdragning
Stater och andra politiska områdens gränser baseras ofta på naturliga geografiska gränser. Geografiska gränser är till exempel hav, sjöar, floder, älvar, åar, bergsområden, glaciärer, öknar, djungler och skogar. En annan viktig gränsfaktor är kallt, varmt eller torrt klimat. Kontinenter, öar, och halvöar eller mellanliggande låglandsområden utgör naturligt geografiskt avgränsade områden som ofta resulterar i gränser mellan stater eller etniska grupper. Ytterligare gränsfaktorer är utbredning och förekomst av vissa växter och djur, liksom skillnader i förutsättningarna för jordbruk, djurhållning och skogsbruk. Även skillnader i språk, religion, kultur och politiska förhållanden har genom historien utgjort viktiga gränsfaktorer. Likaså har relationen mellan fientligt inställda folkgrupper eller stater varit en väsentlig gränshållande faktor.
Ett exempel på geografiskt grundade gränser är Sveriges statsgränser. Landgränsen mot Norge utgörs av skogar, floder och berg. Gränsen mot alla övriga stater utgörs av vatten: Muonioälven/Könkämä älv, Torne älv, Bottenviken, Bottenhavet, Östersjön, Öresund och Kattegatt. I Afrika, Nordamerika och Australien har många stats- och delstatsgränser å andra sidan dragits utan hänsyn till naturliga geografiska gränser. Dessa gränser har istället dragits av politiska, förhandlingstekniska och praktiska skäl. Med linjal drogs streck upp av beslutsfattare för att skapa dessa gränser; ett exempel är de stater som hade kolonier, tillsammans med de stater i Afrika som förblev självständiga. Så var det också med landgränsen Sverige–Finland, som drogs i ett vattendrag just av politiska, förhandlingstekniska och praktiska skäl, oberoende av den tidens språk- och kulturgränser.

## Gränser i tre dimensioner
En stat har ett territorium i tre dimensioner. Därför finns också en tänkt territorialgräns uppåt, mot den fria rymden. Rymdfördraget anger inte en exakt gräns, men den brukar sättas till Karmanlinjen, 100 km över havet. Rymden ovanför gränsen är fritt tillgänglig för alla länder, vilket innebär att satelliter som tar bilder av jordytan är fritt tillåtna.